# Гутище (Золочівський район)
Гу́тище (до 1946 року — Гутисько-Олеське) — село в Україні, у Золочівському районі Львівської області. Населення становить 114 осіб. Орган місцевого самоврядування - Золочівська міська рада.